# Ferentium

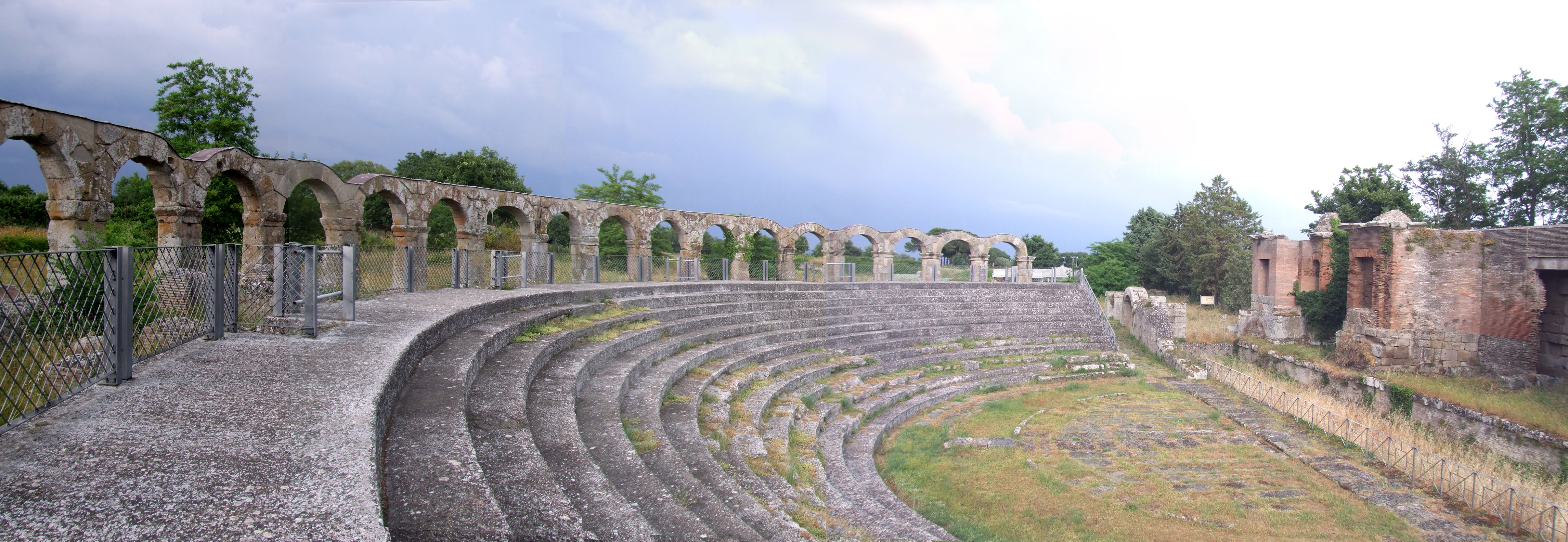
Das Theater von Ferentium

Ferentium (italienisch: Ferento) war eine antike Stadt im südlichen Etrurien im heutigen Gemeindegebiet von Viterbo im nördlichen Latium. Der Name der Stadt wird auch als Ferentinum, Ferentum  oder Ferentia wiedergegeben. (Ein weiteres Ferentinum, das heutige Ferentino, lag im südlichen Latium.)
Ferentium hatte eine etruskische Vorgängersiedlung beim heutigen Acquarossa, wie eine Nekropole zeigt. Die Stadt war in römischer Zeit ein Municipium der Tribus Stellatina und der 7. Region Italiens. Aus Ferentium stammten der römische Kaiser Otho und Flavia Domitilla, die Frau des Kaisers Vespasian. Sie oder ihre gleichnamige Tochter erhielt dort einen Tempel als diva Domitilla. 1172 wurde Ferentium von seiner Nachbarstadt Viterbo zerstört.
Von der antiken Stadt sind noch die Ruinen eines Theaters, einer Thermenanlage und einer Straße erhalten. Sie sind aber nur zu besonderen Anlässen zu besichtigen. Inzwischen sind sowohl das Theater wie Reste der Thermen gegen eine geringe Gebühr zu besichtigen. Seit Sommer 2011 wird das Theater wieder für Aufführungen genutzt.

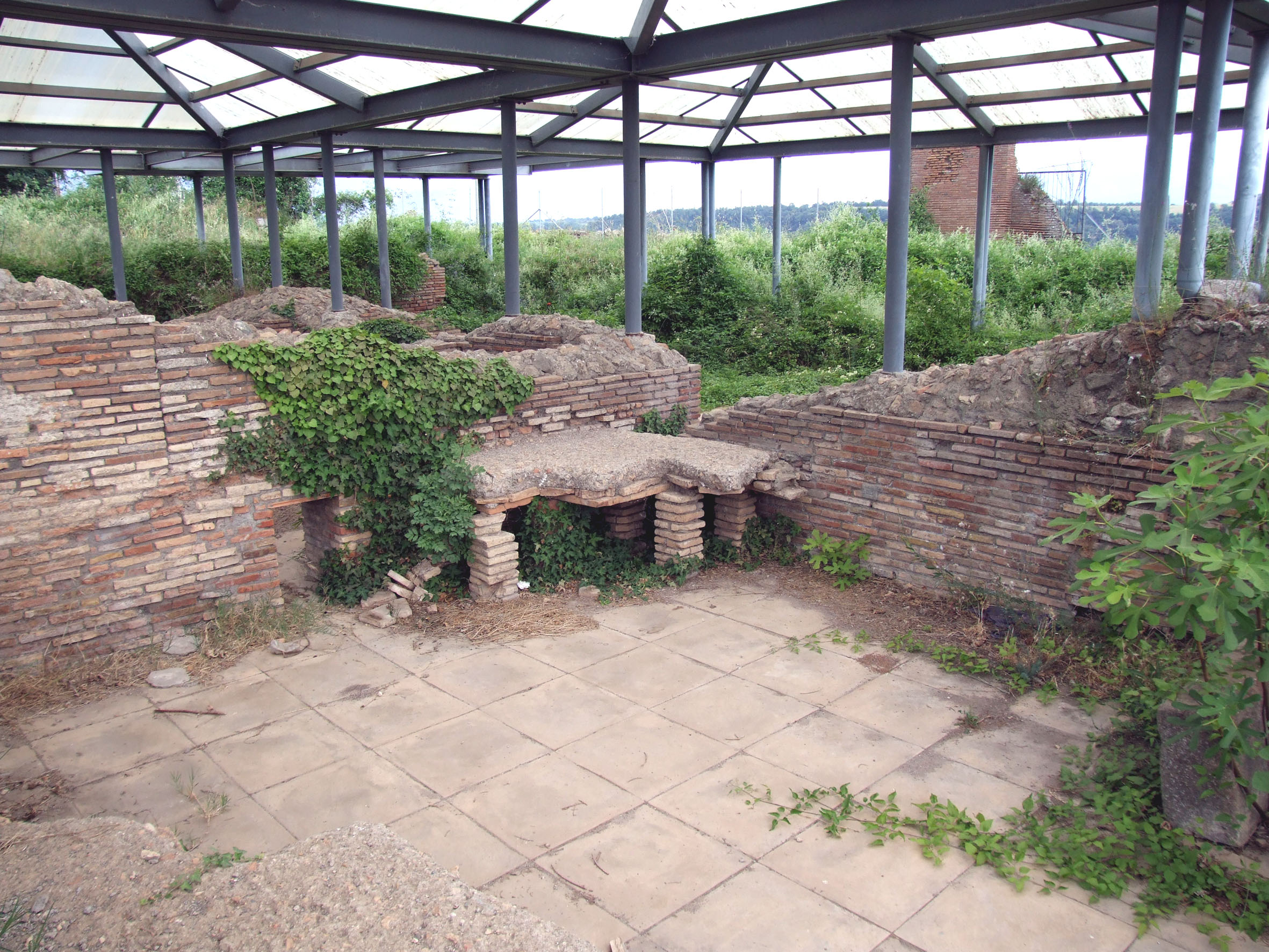
Die Thermen